# فيكتور موزيس
فيكتور موزيس (بالإنجليزية: Victor Moses؛ مواليد 12 ديسمبر 1990) لاعب كرة قدم نيجيري يلعب حاليًّا لصالح نادي سبارتاك موسكو الروسي.
يلعب موسيس في مركز الجناح الأيسر، كما يجيد اللعب في مركز المهاجم.
شارك موزيس مع المنتخب النيجيري في كأس العالم 2014 وكأس العالم 2018.

## أهدافه الدولية
| الهدف | التاريخ         | المكان                                          | الخصم            | الهدف | النتيجة | المسابقة                        |
| ----- | --------------- | ----------------------------------------------- | ---------------- | ----- | ------- | ------------------------------- |
| 1     | 13 أوكتوبر 2012 | ملعب يو جي إيسوين، كالابار، نيجيريا             | ليبيريا          | 3–0   | 6–1     | تصفيات كأس الأمم الأفريقية 2013 |
| 2     | 13 أوكتوبر 2012 | ملعب يو جي إيسوين، كالابار، نيجيريا             | ليبيريا          | 6–0   | 6–1     | تصفيات كأس الأمم الأفريقية 2013 |
| 3     | 29 يناير 2013   | ملعب رويال بافوكينغ، روستنبرغ، جنوب أفريقيا     | إثيوبيا          | 1–0   | 2–0     | كأس الأمم الأفريقية 2013        |
| 4     | 29 يناير 2013   | ملعب رويال بافوكينغ، روستنبرغ، جنوب أفريقيا     | إثيوبيا          | 2–0   | 2–0     | كأس الأمم الأفريقية 2013        |
| 5     | 7 سبتمبر 2013   | ملعب يو جي إيسوين، كالابار، نيجيريا             | مالاوي           | 2–0   | 2–0     | تصفيات كأس العالم 2014          |
| 6     | 16 نوفمبر 2013  | ملعب يو جي إيسوين، كالابار، نيجيريا             | إثيوبيا          | 1–0   | 2–0     | تصفيات كأس العالم 2014          |
| 7     | 14 يونيو 2014   | ملعب إيفربانك فيلد، جاكسونفيل، الولايات المتحدة | الولايات المتحدة | 1–2   | 1–2     | ودية                            |
| 8     | 12 نوفمبر 2016  | ملعب غودسويل أكبابيو الدولي، أويو، نيجريا       | الجزائر          | 1–0   | 3–1     | تصفيات كأس العالم 2018          |
| 9     | 12 نوفمبر 2016  | ملعب غودسويل أكبابيو الدولي، أويو، نيجريا       | الجزائر          | 3–1   | 3–1     | تصفيات كأس العالم 2018          |
| 10    | 1 سبتمبر 2017   | ملعب غودسويل أكبابيو الدولي، أويو، نيجريا       | الكاميرون        | 3–0   | 4–0     | تصفيات كأس العالم 2018          |
| 11    | 23 مارس 2018    | ملعب مييسكي، فروتسواف، بولندا                   | بولندا           | 1–0   | 1–0     | ودية                            |
| 12    | 26 يونيو 2018   | ملعب كريستوفسكي، سانت بطرسبرغ، روسيا            | الأرجنتين        | 1–1   | 1–2     | كأس العالم 2018                 |

## روابط خارجية
- فيكتور موزيس على موقع الاتحاد الدولي (مؤرشف)  (الإنجليزية)
- فيكتور موزيس على موقع الاتحاد الأوربي (الإنجليزية)
- فيكتور موزيس على موقع اتحاد تركيا (لاعب) (الإنجليزية)
- فيكتور موزيس على موقع قاعدة بيانات كرة القدم.إي يو (الإنجليزية)
- فيكتور موزيس على موقع ليكيب (الفرنسية)
- فيكتور موزيس على موقع ناشيونال فوتبول تيمز (الإنجليزية)
- فيكتور موزيس على موقع Soccerbase.com (لاعب) (الإنجليزية)
- فيكتور موزيس على موقع Soccerway.com (الإنجليزية)
- فيكتور موزيس على موقع عالم كرة القدم.نت (الإنجليزية)
- فيكتور موزيس على موقع كووورة